# 俄罗斯经济发展部
俄罗斯经济发展部（俄语：Министерство экономического развития Российской Федерации）是俄罗斯联邦政府的部门之一，主要负责规划和制定与社会经济和商业发展的政策，该机构成立于2008年，前身为俄罗斯联邦经济发展和贸易部。而该机构的前身为苏联国家计划委员会。